# Navarredonda de la Rinconada
Navarredonda de la Rinconada é um município da Espanha na província de Salamanca, comunidade autónoma de Castela e Leão, de área 13,12 km² com população de 267 habitantes (2003) e densidade populacional de 20,41 hab/km².

## Demografia
| Variação demográfica do município entre 1991 e 2004 | Variação demográfica do município entre 1991 e 2004 | Variação demográfica do município entre 1991 e 2004 | Variação demográfica do município entre 1991 e 2004 |
| --------------------------------------------------- | --------------------------------------------------- | --------------------------------------------------- | --------------------------------------------------- |
| 1991                                                | 1996                                                | 2001                                                | 2004                                                |
| 321                                                 | 276                                                 | 256                                                 | 268                                                 |